# Henri-Jean Lefortier
Henri-Jean Lefortier ou Henri Lefortier, né le 2 octobre 1819 à Sèvres et mort le 16 janvier 1886 à Paris, est un peintre français.

## Biographie
Henri-Jean Lefortier est le fils de Prosper Hyppolite Lefortier, pharmacien, et de Virginie Hyppolite Laffitte.
Élève de Jean-Charles-Joseph Rémond et de Jean-Baptiste Camille Corot, il expose au Salon de 1847 à 1886. Il y obtient une mention honorable en 1861 et en 1884.
En 1875, il épouse Louise Henriette Page (1825-1894).
Paysagiste, il réside à Orsay et réalise des toiles dans la Vallée de Chevreuse, à Sèvres sa ville natale, à Ville-d'Avray, en Picardie, en Sologne, dans le Dauphiné, dans la forêt de Compiègne…
Il meurt à son domicile de la rue du Pont-de-Lodi à l'âge de 66 ans. Il est inhumé le 18 janvier 1886 au cimetière du Montparnasse. Le sculpteur Henri-Charles Maniglier réalise le buste en bronze qui orne le tombeau de l'artiste.
Après le décès de sa veuve, son œuvre est dispersé lors d'une vente organisée les 6 et 7 décembre 1894.

## Œuvres dans les collections publiques
- Clermont-Ferrand, Musée d'Art Roger-Quilliot : La Marne aux environs de la Ferté-sous-Jouarre[8]
- Niort, Musée Bernard-d'Agesci : Une Saulaie[9]

## Œuvres exposées aux Salons parisiens
- Vue prise aux environs de Paris, au Salon de 1847
- Vue prise aux environs de Sèvres ; effet du matin, au Salon de 1848
- Effet du soir, au Salon de 1849
- Lisière de bois, au Salon de 1849
- Une matinée, au Salon de 1849
- Vue prise aux environs de Paris, au Salon de 1849
- Le Crépuscule, au Salon de 1850
- Lisière d’un bois, au Salon de 1850
- Prairie en Normandie ; effet du matin, au Salon de 1850
- Vue prise aux environs de Fontainebleau, au Salon de 1850
- Vue prise en Brie, au Salon de 1850
- Environs de Chevreuse, au Salon de 1852
- Route, prise à Ville-d’Avray, au Salon de 1852
- Site du Dauphiné, au Salon de 1852
- Site de Normandie ; effet du matin, au Salon de 1853
- Un temps orageux, au Salon de 1855
- Effet d’automne, au Salon de 1857
- Site aux environs de Compiègne (Oise), au Salon de 1857
- Bords d’un étang, au Salon de 1859
- Une mare dans la forêt de Compiègne (Oise), au Salon de 1859
- Bords d’une rivière en Normandie, au Salon de 1861
- Lisière de forêt, au Salon de 1861
- Un soir d’automne ; paysage, au Salon de 1861
- Bords d’un étang, au Salon de 1863
- Un soir, au Salon de 1863
- Une matinée, au Salon de 1863
- Une mare en automne aux environs de Neuville (Normandie), au Salon de 1864
- Une matinée dans les bois, au Salon de 1864
- Bords d’une rivière aux environs de Nogent-le-Rotrou ; effet d’automne, au Salon de 1866
- Un ruisseau ; effet du matin, au Salon de 1866
- Un cours d’eau aux environs de la Ferté-sous-Jouarre (Seine-et-Marne), au Salon de 1870
- Un vieux pont sur le rû de Rebais (Seine-et-Marne) ; effet de matin, au Salon de 1870
- Site du Berry, par un effet de matin, au Salon de 1872
- Cours d’eau dans la vallée d’Orsay (Seine-et-Oise), au Salon de 1873
- Cours d'eau, à Orsay, au Salon de 1879
- Dans le bois des Huheries, à Orsay, au Salon de 1879
- Bords de l’Yvette, dans le parc de Launay, à Orsay (Seine-et-Oise), au Salon de 1880
- Étang d’un vieux moulin en Sologne, au Salon de 1880
- Ruisseau sous bois, au Salon de 1881
- Un soir en Picardie, au Salon de 1881
- Lisière d’un bois, au Salon de 1882
- Un lavoir à Orsay, au Salon de 1882
- Cours de l’Yvette à Bures (Seine-et-Oise), au Salon de 1883
- Un sentier dans les bois d’Orsay, au Salon de 1883
- La Marne aux environs de la Ferté-sous-Jouarre (Seine-et-Marne), au Salon de 1884
- Saules au bord d'un étang , au Salon de 1884
- La Rivière d’Yerres, à Villeneuve-Saint-Georges, au Salon de 1885
- Un chemin en Picardie ; effet de soir, au Salon de 1885
- Cours d'eau à Orsay (Seine-et-Oise), au Salon de 1886
- Le Moulin, à Bures (Seine-et-Oise), au Salon de 1886

## Élèves
- Adrien-Louis Lecocq (1832-1887)
- Augustin François Lemaître (1797-1870)
- Ernest Marinier (1858-1923)

## Iconographie
- Jules Dehaussy, Portrait de M. Henri Lefortier, Péronne, musée Alfred-Danicourt[10].